# Барциково (Вармінсько-Мазурське воєводство)
Барциково (пол. Barcikowo, нім. Battatron) — село в Польщі, у гміні Добре Място Ольштинського повіту Вармінсько-Мазурського воєводства.
Населення — 324 особи (2011).

## Демографія
Демографічна структура станом на 31 березня 2011 року:
|          | Загалом | Допрацездатний вік | Працездатний вік | Постпрацездатний вік |
| -------- | ------- | ------------------ | ---------------- | -------------------- |
| Чоловіки | 172     | 45                 | 120              | 7                    |
| Жінки    | 152     | 31                 | 100              | 21                   |
| Разом    | 324     | 76                 | 220              | 28                   |